# Платсмаут (Небраска)
Платсмаут (енгл. Plattsmouth) град је у америчкој савезној држави Небраска.

## Демографија
По попису из 2010. године број становника је 6.502, што је 385 (-5,6%) становника мање него 2000. године.
| Група             | 2000.         | 2010.         |
| Белци             | 6.599 (95,8%) | 6.046 (93,0%) |
| Афроамериканци    | 21 (0,3%)     | 37 (0,6%)     |
| Азијати           | 36 (0,5%)     | 13 (0,2%)     |
| Хиспаноамериканци | 138 (2,0%)    | 260 (4,0%)    |
| Укупно            | 6.887         | 6.502         |